# Torre Beltrans
La torre Beltrans és una masia fortificada al municipi d'Ares del Maestrat, a la comarca de l'Alt Maestrat, a la falda sud de la serra en Celler, a un centenar de metres de l'Hostalet de Benassal. Es tracta d'un monument catalogat com a Bé d'interès cultural per declaració genèrica, amb número d'anotació ministerial RI - 51-0009741, i data d'anotació de 13 de maig de 2008, segons queda reflectit en la fitxa BIC de la Direcció General de Patrimoni Cultural de la Generalitat Valenciana.

## Història
El lloc que ocupa la masia fortificada va haver de ser el mateix que va veure construïda una antiga alqueria musulmana. Per això, es pot afirmar que és una de les masies més antigues i alhora de les més grans, de la zona.
Possiblement, la torre actual es construís en temps de Pere Beltran (segle xvi), que l'ocuparia, vivint-hi amb la seva família, segons informació que es pot extreure dels judiciaris d'Ares d'aquesta època.

## Arquitectura
Aquest tipus de conjunt arquitectònic rural tenia dues zones clarament diferenciades, d'una banda hi havia la masia i per una altra la torre. La torre s'adapta a les necessitats de l'ús residencial que se'n feia, representant l'edifici principal de l'explotació agrària, malgrat que en un primer moment va tenir també un destacat paper defensiu. Així, masia i torre evolucionen de manera diferent al pas del temps a la seva especialització d'ús.
Avui dia, la torre té adossada una ampliació i es poden contemplar al seu costat dues construccions més modernes. La torre presenta una construcció de base quadrada amb quatre pisos i coberta amb teules; en la planta baixa es troba, situada en un lateral, la porta d'entrada, alhora que ens trobem les quadres i el magatzem d'eines de cultiu. Es tracta d'una construcció sòlida, fundada sobre arcades de carreus. L'habitatge i els graners es trobaven en els pisos superiors, als quals s'accedia per una escala. Les finestres de l'últim pis servien de troneres.
Durant el segle xvi, les torres masies s'associen als colomers que se situen a la coberta, la qual cosa els fa adoptar un aspecte molt concret, amb pilons a manera de merlets de ressonàncies militars. A més, aquests colomars podien complir funcions d'avís davant atacs.
Segons dades del Nomenclàtor de la Comunitat Valenciana de l'any 2005, a la masia Torre Beltran viuen al voltant de 31 habitants, encara que se sap que alguns dels censats viuen en altres ciutats.